# Hiroaki Kumon
Hiroaki Kumon (公文 裕明 Kumon Hiroaki?), född 20 oktober 1966 i Kanagawa prefektur, är en japansk före detta fotbollsspelare.
Kumon började sin karriär 1989 i Furukawa Electric. 1992 flyttade han till Fujita Industries (Bellmare Hiratsuka). Med Bellmare Hiratsuka vann han japanska cupen 1994. Efter Bellmare Hiratsuka spelade han för Yokohama FC. Han avslutade karriären 2002.